# Hippokratův platan
Hippokratův platan je strom druhově platan východní, v centru města Kos na stejnojmenném ostrově v Řecku. Podle legendy vyučoval pod tímto stromem slavný řecký lékař starověku Hippokratés, své žáky. Údajně zde učil i Pavel z Tarsu.
Platan, který zde roste, by musel být starý více než 2500 let, což je podle odborníků nemožné, jeho stáří se ale uvádí mezi 500–1500 roky. Podle místních pamětníků se jedná o odnož původního Hippokratova platanu. Každopádně se jedná o místo velmi působivé a vzhled velmi starého stromu atmosféru doby Hippokratova působení značně navozuje.